# Joe Farman
Joseph Charles Farman, Joe Farman (7 de agosto de 1930, Norwich, Inglaterra - 11 de mayo de 2013, Cambridge, Inglaterra) fue un geofísico británico que trabajó para la British Antarctic Survey desde 1956 a 1990. Junto con Brian Gardiner y Jon Shanklin publicó el descubrimiento del agujero de ozono sobre la Antártida. Sus resultados fueron publicados por primera vez el 16 de mayo de 1985.

## Formación
Cursó estudios en la Norwich School, donde fue prefecto de la Coke House, y en el Corpus Christi College, de Cambridge, donde finalizó su licenciatura en Ciencias Naturales.

## Premios
Recibió numerosos premios por el descubrimiento del agujero de la capa de ozono sobre la Antártida, incluyendo la Medalla de Medio Ambiente de la Sociedad de la Industria Química (Society of Chemical Industry, SCI), y la Medalla y Premio Chree. Fue nombrado Caballero de la Orden del Imperio Británico en el año 2000.